# Синесій Залуцький
Залуцький Себастіян (чернече ім'я Синесій; 1688, Кам'янець-Подільський — після 1754) — український церковний діяч у Речі Посполитій, просвітник, ректор Карловецької школи, ігумен Мінського Петропавлівського Братського монастиря. Вихованець Києво-Могилянської академії.

## Біографія
Народився у шляхетській сім'ї. 1716–1717 записаний до «Альбому» студентів Замойської академії. Ймовірно, після того навчався у Львівському єзуїтському колегіумі до класу богослов'я. 1721 вступив до Києво-Печерської Лаври, де прийняв чернечий постриг від архімандрита Й. Сенютовича, 1722 висвячений в ієродиякони єпископом Романським Пахомієм Пепковським, згодом — у ієромонахи. У Києво-Печерській Лаврі займався проповідництвом, одночасно навчався в Києво-Могилянській академії, слухаючи курс богослов'я.
Близько 1725 зник із Києво-Печерської Лаври і з'явився у Сербії як проповідник при соборній церкві митрополита Сербського Мойсея Петровича. Одночасно він, імовірно, вчителював у Карловецькій школі. 1733 повернувся у Київ і знову був прийнятий до Лаври. Приїзд на батьківщину був пов'язаний, очевидно, з намірами знайти собі спільників, залучити й інших студентів Києво-Могилянської Академії до просвітницької діяльності в Сербії.
25 травня 1733 на прохання митрополита Сербського Вікентія Йовановича «із славної Академії в ученії книжному вправних» виїхало до Сербії шість студентів: М. Козачинський, П. Падуновський, І. Минацький, Т. Левандовський, Г. Шумиляк і Т. Климовський. З ними виїхав і 3алуцький. Троє перших вчителювали в Сремських Карлівцях, Синесій як найдосвідченіший призначений ректором (1733–1736). У виданому 3алуцькому при від'їзді свідоцтві митрополит Вікентій Йованович вказував: «…велику користь трудами своїми дневно й ношно в народі нашім православном учинили».
По від'їзді з Сербії опинився в Білорусі. Незважаючи на заборону архієпископа Київського, Галицького і всієї України Рафаїла Заборовського, братія Мінського Петропавлівського Братського монастиря запропонувала Синесію стати настоятелем, і 1736 він погодився. Виявляв турботу про монастирську братію — утримував її частково своїм коштом, оскільки монастирська скарбниця була майже порожня. Знайшов порозуміння з мінчанами. Доповідаючи пізніше Синоду про свою діяльність, вказував, що до нього «православному монаху невозможно было и в город прійти для монастырских нужд и для причастия больных, ибо студенты ругались и каменьями били и прочія обиды чинили, а при нем все то спокойно быть стало». Докладав чимало зусиль, щоб повернути обителі приписний до неї Прилуцький монастир з фільварком, який захопив Мінський воєвода Йосиф Івановський. Енергійна діяльність нового ігумена викликала повагу і прихильність до нього переважної частини братства. «Братство Минское з отцем Залуцким єдиного согласія так, что все при нем умирать готовы»,— писав 1739 віленський старший І. Волчанський. У той же час частина братчиків на чолі з родичем покійного ігумена монастиря Ґедеона Шишки Василем Шишкою протидіяла 3алуцькому, звинувативши його в прихильності до «богомерзкой уній» та жорстокому поводженні з підданими. 1739 Синод завів на нього справу і 5 листопада 1739 наказав слуцькому архімандриту і віленському старшому Й. Орайському заборонити 3алуцькому священнослужіння. Як видно, у Варшаві й Мінську довго зволікали з виконанням цього рішення, бо в березні 1743 Заборовський знову передав у Синод донесення 5 членів Мінського братства, які повідомляли про таємне зникнення Синесія з монастирськими коштами. При цьому архієпископ висловився, що ігумена треба якнайскоріше привезти в Росію «для припинення його шкідливої діяльності». 1743 російський резидент при польському дворі Петро Голембіовський, до якого 3алуцький звернувся по допомогу, писав у своїй реляції імператриці Єлизаветі Петрівні (17 вересня 1743), що «оное братство… невзирая ни на какіе представленія и в противность запрещенію самого архієпископа Киевского своим начальником избрали, и потом как он был отставлен, троекратно в тюрьме его держали, однако не взирая ни на что, паки его освободили…» Незабаром сам 3алуцький надіслав з Варшави донесення Синоду, в якому просив захистити його від посягань Мінського братства, і 21 лютого 1744 особисто приїхав до Москви. Спростовуючи висунуті проти нього звинувачення, він засвідчив, що «…православной веры… никогда не оставлял, к богомерзкой уній не преклонялся, …своим благонравным житієм церковь Минскую в честь поставил». До закінчення слідства Синод направив його у Звенигородський Савин-Сторожевський монастир Московської єпархії простим ченцем.
6 березня 1746 вислали в Кострому без права богослужіння «к послушанію, к какому он явится удобен». У травні 1747 його перевели до Казані. Єпископ Казанський і Свіязький Лука Конашевич, який намагався зібрати у своїй резиденції якнайбільше земляків для викладання в Казанській семінарії й проповідництва, з часом доручив 3алуцькому читати курс риторики та навчати катехізису. Крім того, він проголошував проповіді, за що Л. Конашевич його щедро винагородив, хоча при цьому висловлював зауваження щодо форми проголошення проповідей. Починаючи з 1754, Залуцький, який на той час перебував у Казанському Спасо-Преображенському монастирі, просив звільнити його у зв'язку зі старістю і хворобами до КПЛ, але Синод відмовив йому.
Відомий дослідник Костянтин Харлампович, пишучи про гордовите самовеличання «Сенекою», зазначав: «Залускій был человек с большими странностями и самомненіем. Он называл себя знатною персоною и богословом, которому равного нет в Европе, говорил, что у него в одном волоске больше ума, чем у другого в голове».
Прекрасна освіта 3алуцького, успішна діяльність у Сербії та Білорусі, проповідницька діяльність в Києві та Казані дали підставу сучасникам називати його Сенекою. Під цим ім'ям він був відомий в Україні, Сербії й Російській імперії.